# 羥基芘磺酸
羥基芘磺酸是一种芳基磺酸盐，亲水，对pH敏感。 它可溶于水，故被用作着色剂、生物染色劑、光学检测剂和pH指示剂，  例如是测量细胞内pH的染劑。羥基芘磺酸也是讓黄色荧光笔墨水呈現亮黄绿色與發出荧光的化學物質，以及是某些类型肥皂的成分。 

## 合成
它是由芘四磺酸和氢氧化钠溶液於水中加熱回流下合成的。  加入氯化钠水溶液後，形成黄色针状结晶。

## 另見
- 荧光素
- 荧光性